# Римський горщик
Римський горщик (eng. Roman pot)— це назва техніки (і відповідного пристрою), що використовується у фізиці прискорювачів . Названий так після його впровадження у співпраці CERN і Риму на початку 1970-х років , він є важливим інструментом для вимірювання сумарного поперечного перерізу двох пучків частинок у колайдері . Вони називаються горщиками, тому що детектори розміщені в циліндричних посудинах. Перше покоління "римських горщиків" було спеціально побудоване в центральних майстернях CERN і використовувалося для вимірювання загального поперечного перерізу протон-протонних взаємодій в ISR   ,  першому у світі адронний колайдеру, що працював у міжнародному науковому центрі ЦЕРН.
"Римські горщики" розташовані якомога ближче до лінії променя, щоб уловлювати прискорені частинки, які розсіюються під дуже малими кутами.

## Римські горщики, що використовуються на Великому адронному колайдері (LHC)
Римські горщики вперше були використані в експерименті TOTEM , а пізніше в колабораціях ATLAS  і CMS  на LHC . На малюнку нижче показано детектор, який використовується на лінії променя поблизу IP5 (точка взаємодії 5), розташування детектора CMS . Три з них використовуються на одиницю римського горщика. Кожен вставляється на місце з точністю до 10 мікрон від лінії променя. Два детектори розміщені над і під лінією променя, а третій збоку. Ці детектори реєструватимуть будь-які протони, які не рухаються точно вздовж лінії променя, і таким чином реєструватимуть пружне розсіювання протонів.  Це використовується для вимірювання загального пружного поперечного перерізу, включаючи кулонівське розсіювання, а також дифракційне розсіювання (тобто дифракція, оскільки протони не є точковими частинками, а мають внутрішню структуру (тобто кварки )). По суті, це детектори для вивчення теорії Редже . Метою є пошук ефектів пружного розсіювання за межами Стандартної моделі, таких як гіпотетичні «безбарвні глюони», а також підтвердження ідей померонного обміну та можливого існування одерону .
Оддерони потенційно були виявлені лише в 2017 році експериментом TOTEM на LHC . Пізніше це спостереження було підтверджено в спільному аналізі з експериментом DØ на Теватроні .
На малюнку нижче показано один "римський горщик", розташований приблизно за 220 метрів попереду точки взаємодії IP5. Детектори - це найбільші об'ємні шматки, загорнуті в ізоляцію.